# Шеленков, Юрий Викторович
Юрий Викторович Шеленков (род. 6 июня 1981, Воронеж) — российский футболист, функционер.

## Карьера
Воспитанник СДЮШОР «Балтика» Калининград, тренер — Ю. C. Копылов. В 1998—2000 годах играл за любительские команды Калининграда «Стройкомплект», «Балтика-ФШ», «Динамо-КВИ», «Парсек», «Искру» Балтийск. Начал профессиональную карьеру в 2001 году в подмосковном «Фабусе», в 2002 году перешёл в пермский «Амкар». Отыграв в российском чемпионате до 2006 года, играл в клубе Моравско-Силезская лиги Чехии (D3) «Бульдочи» Карловы Вары, после чего продолжил свою карьеру в клубе высшего дивизиона Узбекистана «Навбахор». В 2010 перешёл в латвийский клуб «Даугава» Даугавпилс, был включён в символическую сборную чемпионата. Закончил карьеру футболиста летом 2011 года, переквалифицировавшись в футбольного функционера — был назначен генеральным директором ФК «Даугава». В 2011 году клуб завоевал бронзовую медаль чемпионата Латвии, в 2012 году — впервые  стал чемпионом.
В 2012 году разработал и воплотил в жизнь проект ДЮСШ Илуксте, фарм-клуба «Даугавы». ДЮСШ Илуксте составленная на 70 % из воспитанников местной футбольной школы выступая в первой лиге латвийского чемпионата заняла второе место, позволившее переход в высшую лигу. В 2013—2014 годах — президент ФК «Таурас» Литва. С 2015 года — спортивный директор федерации футбола Калининградской области. В сентябре 2017 года возглавил селекционный отдел футбольного клуба «Динамо» Москва.

## Достижения
- Победитель первого дивизиона: 2003
- Победитель второго дивизиона: 2005
- Бронзовый призёр чемпионата Латвии: 2011
- Чемпион Латвии: 2012